# Липки (Житомир)
Липки — історична місцевість Житомира.

## Розташування
Історична місцевість розташована в Корольовському адміністративному районі, у південно-східній частині міста.
Простягається вздовж Великої Бердичівської вулиці від перетину з вулицею Довженка до Південної вулиці. Частина місцевості загальновідома за новішою, неофіційною назвою «Музикалка», оскільки на Липках розташувалася фабрика музичних інструментів.
Історична місцевість Липки межує з наступними історичними місцевостями: на заході з Російською Слобідкою; з північного заходу до північного сходу оточена Путятинкою; на південному заході межує з Першою Смолянкою та Кривим Бродом.

## Історичні відомості
Історична місцевість виникла у середині ХІХ ст. як невелике поселення вздовж заміської частини старої дороги на Станишівку та Бердичів (наразі ця дорога являє собою міські вулиці Велику Бердичівську та Івана Гонти). Назва поселення пояснюється тим, що вздовж дороги на Бердичів росли ряди лип. Упродовж ХІХ ст. Липки юридично являли собою передмістя.
На трьохверстовці Шуберта 1867—1875 рр. зображений ряд дерев з обох сторін старої дороги на Бердичів через Станишівку (нинішньої Великої Бердичівської вулиці) починаючи від перетину зі стародавнім шляхом на Пряжів (нинішньою вулицею Довженка) до слободи Смолянка Перша та єврейського кладовища. Тоді Липки являли собою малозабудованою місцевістю, оточеною із заходу забудовою Російської Слобідки, зі сходу слободою Смолянка Перша. Тоді на Липках розміщувалися переважно лікувальні установи. У 1827—1840 рр. в районі Липок, тоді ще за межами міста, збудовано комплекс дерев'яних будівель богоугодних закладів, у тому числі губернську лікарню. Східніше виникло кладовище богоугодних закладів, у тому числі жертв холерних морів. У 1854 році вздовж Бердичівського шляху, на схід від слободи пилипонів, у дерев'яній будівлі розмістилася єврейська лікарня.
Після прокладання у 1880-х роках нового Бердичівського шосе та його міської ділянки (нинішньої вулиці Жуйка), назва вулиця Липки закріпилася за відрізком старого шляху на Станишівку і Бердичів, між сучасними вулицями Жуйка та Південною. Цей шлях втратив своє значення, оскільки нова магістраль проходила по Великій Бердичівській вулиці та по нинішній вулиці Жуйка, повертаючи на південь. Частина Великої Бердичівської вулиці, що стала складовою частиною нової шосейної дороги, тобто до нинішньої вулиці Жуйка, поступово забудовувалася кам'яними будівлями, липові алеї поступово зникли. Споруджено нові будівлі медичних установ: упродовж 1860-1910-х рр. споруджувалися кам'яні корпуси Богоугодних закладів (збереглися дотепер на території Першої міської лікарні); наприкінці ХІХ ст. постала нова кам'яна будівля єврейської лікарні (нині протитуберкульозний диспансер); у 1901 році — родильний притулок Дуриліних (зберігся дотепер за № 89/2). На початку ХХ ст. поруч з Богоугодними закладами споруджено каплицю в пам'ять про жертв холерних морів, а також дитячий Маріїнський притулок. З 1936 року на території колишнього притулку розміщено виробництво музичних інструментів. Колишня будівля притулку, в подальшому пристосована під адміністративний корпус фабрики, збереглася дотепер. В подальші роки внаслідок розширення й будівництва нових виробничо-складських корпусів фабрики музичних інструментів, знесено каплицю й старе кладовище жертв холерних морів.
З 1930-х років на базі колишньої губернської лікарні створено Першу міську лікарню, що мала назву Перша радянська. Відтоді для старої частини Липок паралельно вживається назва місцевості «Первосовєтська».
У 1899 році до Липок по Бердичівській лінії почав курсувати трамвай: спочатку до єврейської лікарні, а з 1901 року до родильного притулку Дуриліних. У 1947 році відновлено трамвайний маршрут № 3 «Центральна площа — Липки». У 1952—1954 рр. побудовано нову трамвайну лінію «Липки — Смолянка». У 1958 році колію до вулиці Льва Толстого демонтовано. У 1963 році збудовано тролейбусну лінію крізь Липки до Смолянки. У 1974 році демонтовано трамвайну колію на ділянці від Льва Толстого до Смолянки, у тому числі на колишній вулиці Липки.
Вулиця Липки проіснувала з такою назвою до 1958 року. Це ділянка нинішньої Великої Бердичівської вулиці від вулиці Льва Толстого до Південної вулиці. У 1958 році вулицю Липки об'єднано з вулицею Карла Маркса. У 1991 році колишній вулиці Липки, тодішній вулиці Карла Маркса надано назву Велика Бердичівська вулиця.

## Сучасність
Оскільки у місцевості тривалий час розміщувалася фабрика музичних інструментів, загальновживаною назвою історичної місцевості Липки є «Музикалка». Назва Липки є рідковживаною у ЗМІ.